# Ar (Unix)
ar (förkortning av engelska archiver) är ett datorprogram som hanterar en samling filer som en arkivfil. ar används för programbibliotek för statisk länkning i Unixliknande operativsystem. Det kan också användas för godtyckliga filarkiv, men har i det sammanhanget oftast ersatts av tar.
Filformatet har inte standardiserats och många olika versioner har förekommit. Numera använder åtminstone BSD och GNU var sin variant av ett gemensamt format.
Filformatet deb för programpaket baserar sig på ar.

## Filformatet
Formatet börjar med ett huvud, följt av huvud och data för varje fil i arkivet. Metadatat är i textform, med numeriska värden skrivna som ASCII-siffror (filrättigheterna oktalt). Om arkivet innehåller textfiler är det i sin helhet läsbart.